# Pristimantis vanadise
Pristimantis vanadise es una especie de anfibio anuro de la familia Craugastoridae.

## Distribución
Esta especie es endémica del estado de Mérida en Venezuela. Habita entre los 1 800 y 2 600 m sobre el nivel del mar en la cordillera de Mérida.

## Etimología
Esta especie lleva el nombre en referencia a Vanadís, dios de la belleza.

## Publicación original
- La Marca, 1984 : Eleutherodactylus vanadise sp. nov. (Anura, Leptodactylidae): first cloud forest Eleutherodactylus from the Venezuelan Andes. Herpetologica, vol. 40, n.º 1, p. 31-37.[5]